# Aleja Hroza
Aleja Hroza se nachází na hrázi mezi bývalými rybníky na stáré cestě mezi vesnicemi Tworków a Bieńkowice ve gmině Krzyżanowice v okrese Ratiboř (Racibórz) ve Slezském vojvodství v Horním Slezsku v jižním Polsku.

## Další informace
Aleja Hroza je alej v klidném místě, nepřístupná pro automobily. Skládá se z více než 40 stromů starších 100 let. Jde především o druhy lípa malolistá, lípa velkolistá, jírovec maďal, dub letní a buk lesní, důležitý je také výskyt javorů. Největší zastoupení 21 stromů má lípa malolistá. Svým vícedruhovým složením je alej atypická. Slovo hroza známená v místním slezsko-moravském dialektu hráz. Stromy rostou vždy v jedné řadě po pravé a levé části stavby hráze. Hráz byla budovaná již v 16. století. Místo je charakteristické také příběhy o hastrmanech. V Tworkowě je začátek aleje poblíž rybníka Trzeciok a Mlýnu Tworków. Alej je celoročně volně přístupná a vedou po ní turistické stezky a cyklostezky.

## Galerie

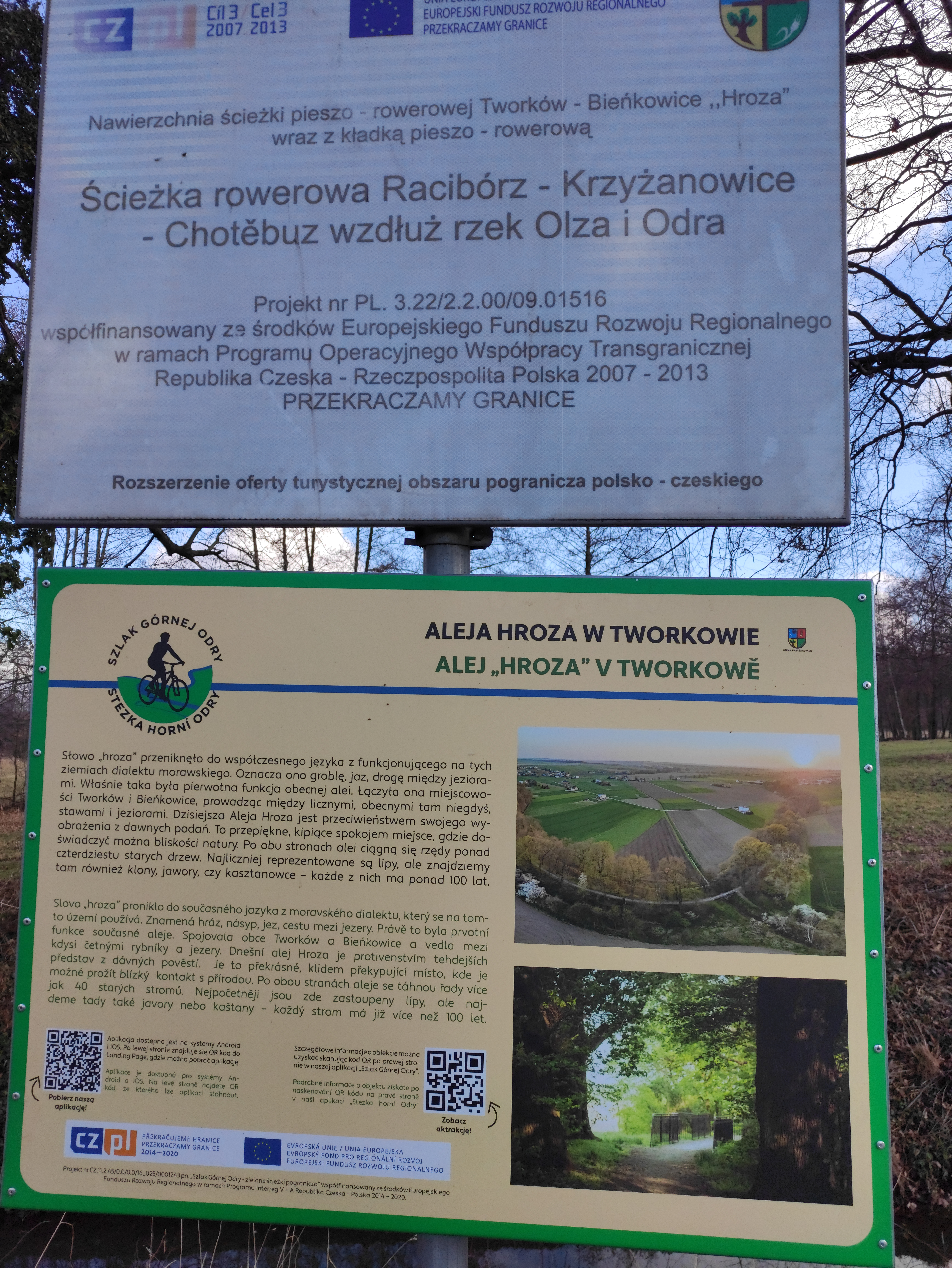
Informační panel
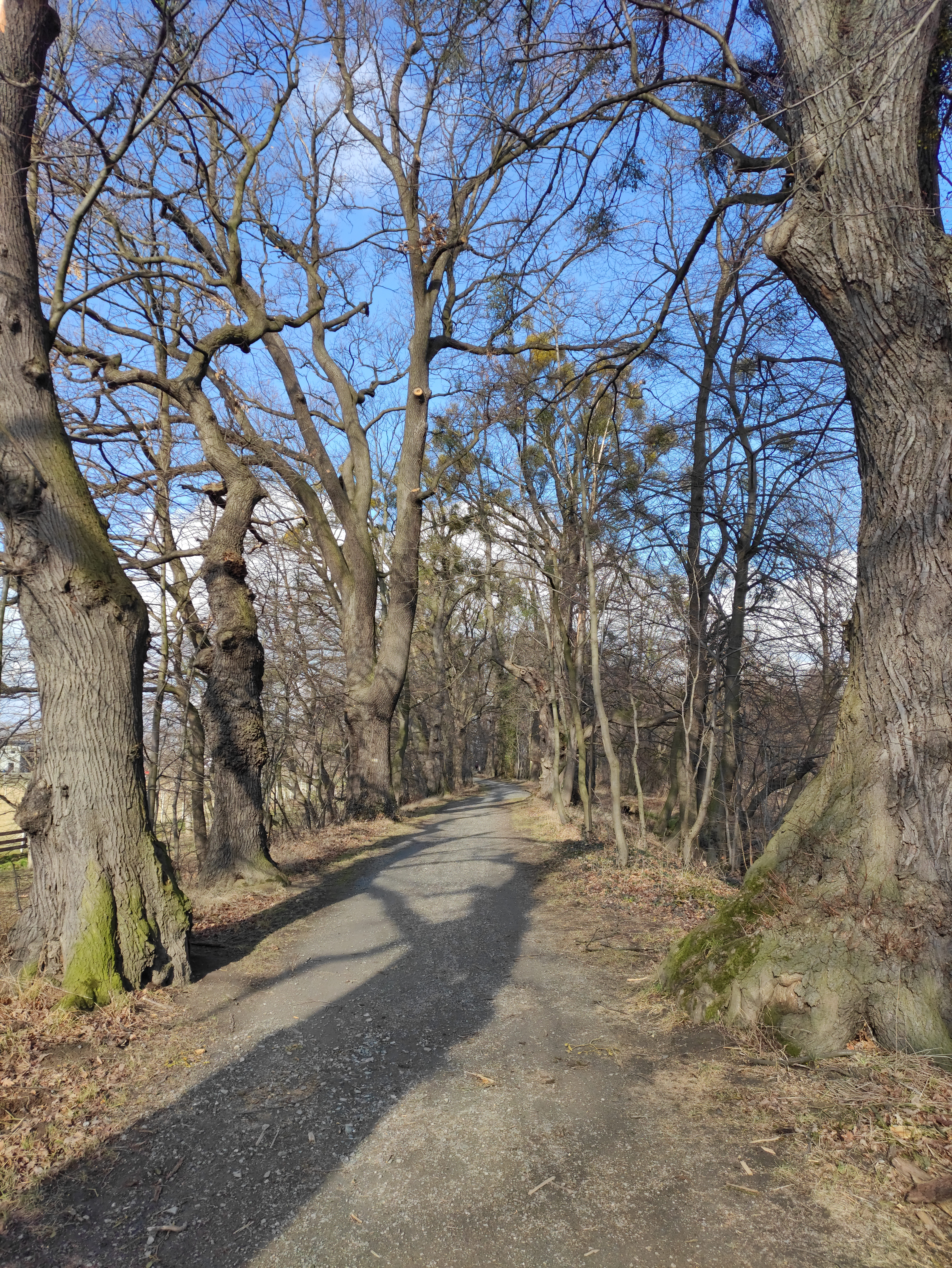
Stromy na hrázi
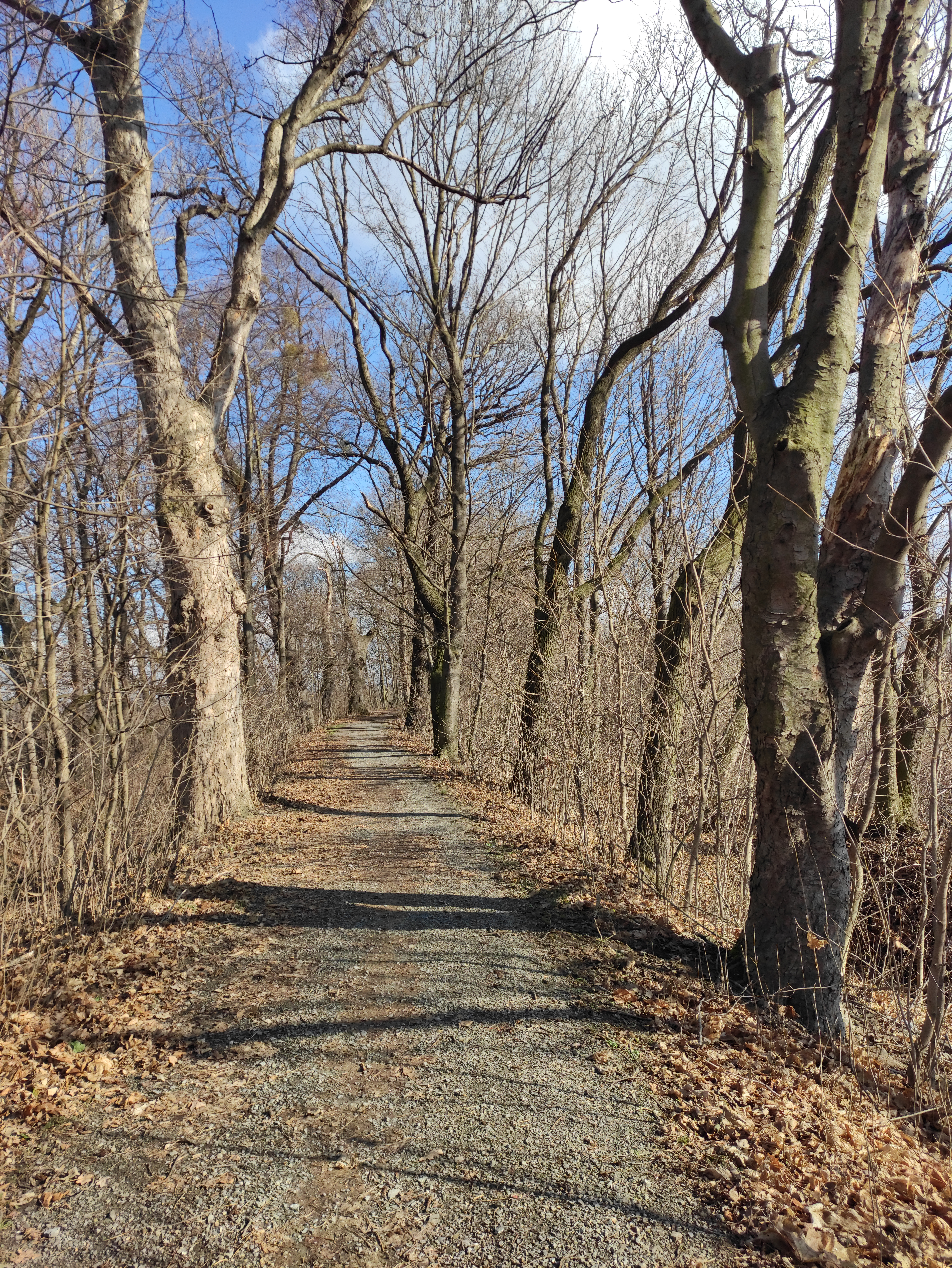
Stromy na hrázi
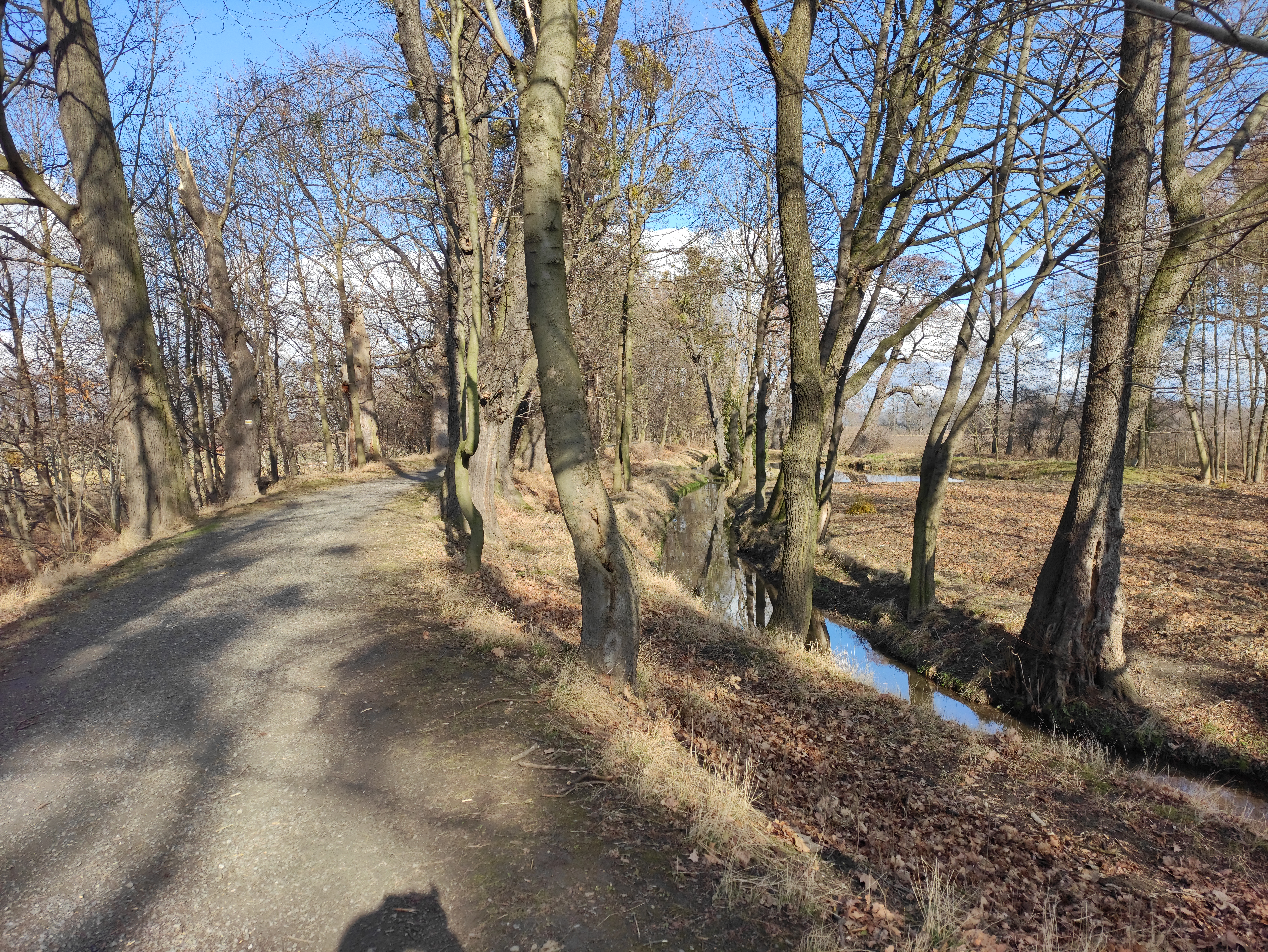
Stromy na hrázi
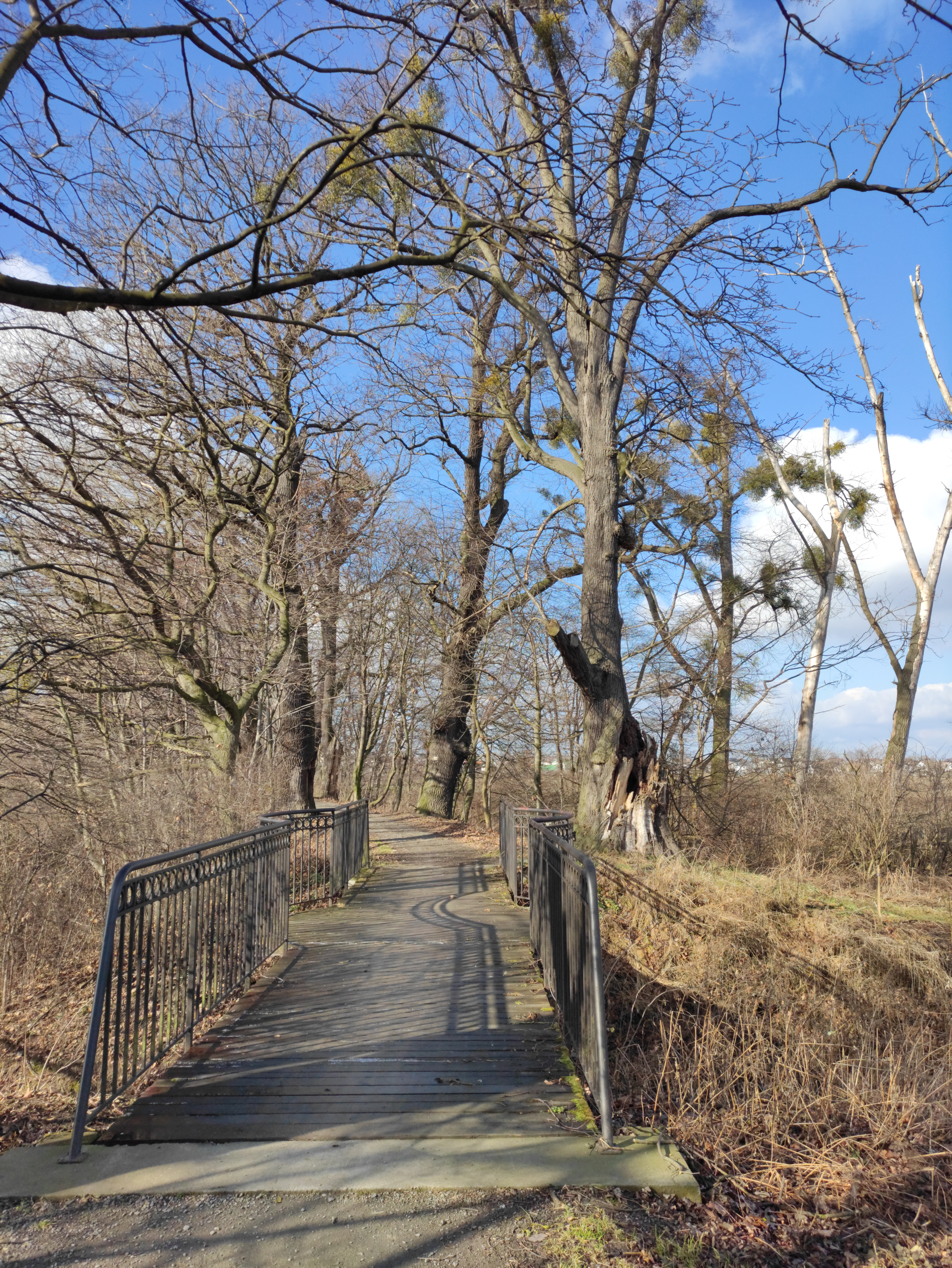
Stromy na hrázi
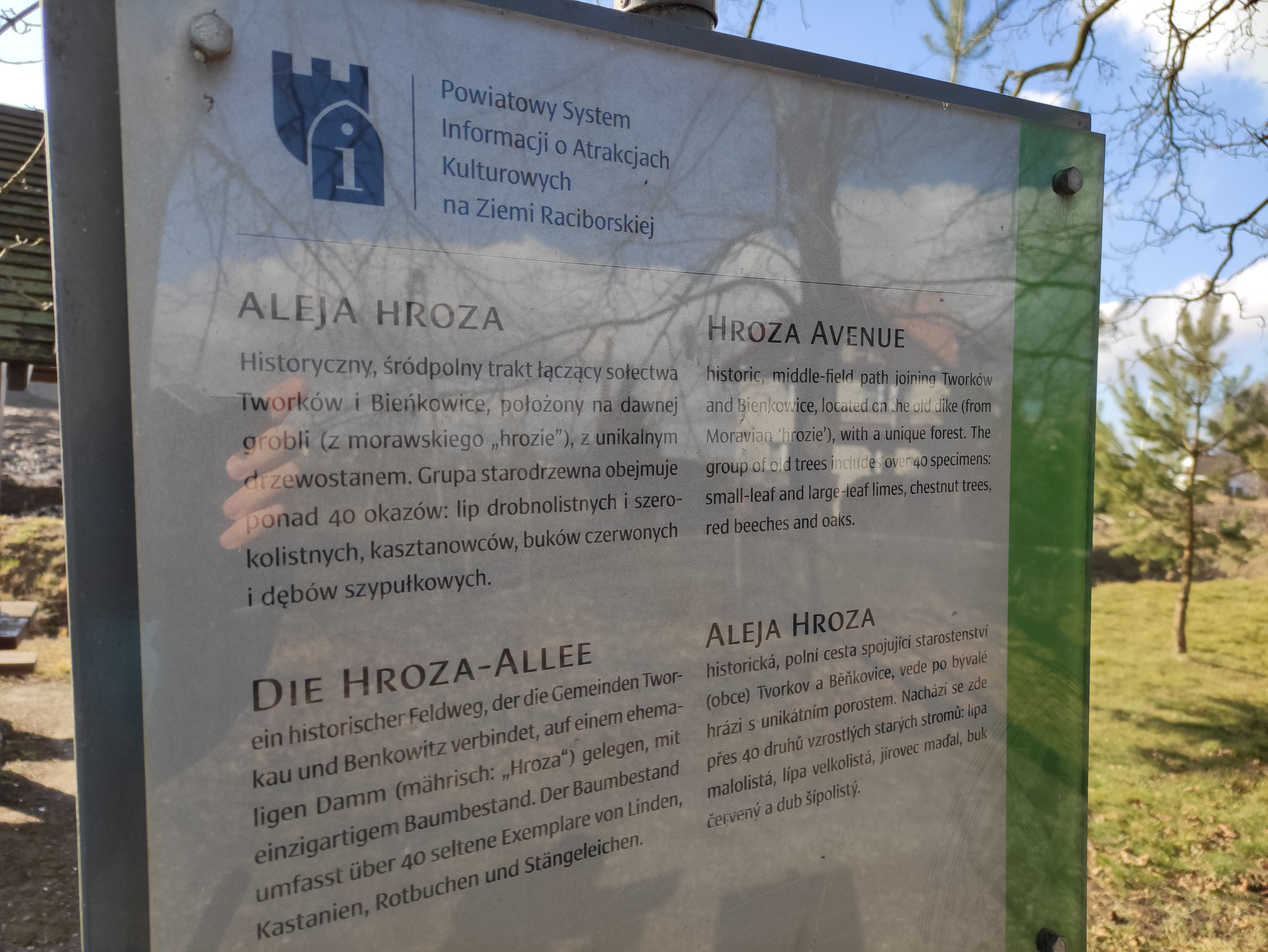
Informační panel